# Orthalicus pulchellus
Orthalicus pulchellus é uma espécie de caramujo do gênero Orthalicus.   É encontrada no Brasil.

## Taxonomia
Foi denominada originalmente Achatina pulchella por Spix em 1827, sendo posteriormente denominada Oxystyla pulchella e, em um terceiro momento, atribuída ao gênero Orthalicus por suas características morfológicas. 